# Giro di Svizzera 1953
Il Giro di Svizzera 1953, diciassettesima edizione della corsa, si svolse dal 17 al 24 giugno 1953 per un percorso di 1 762 km, con partenza e arrivo a Zurigo. Il corridore svizzero Hugo Koblet si aggiudicò la corsa concludendo in 50h22'11".
Dei 76 ciclisti alla partenza arrivarono al traguardo in 54, mentre 22 si ritirarono.

## Tappe
| Tappa  | Data      | Percorso                                  | km    | Vincitore di tappa   | Leader cl. generale |
| ------ | --------- | ----------------------------------------- | ----- | -------------------- | ------------------- |
| 1ª     | 17 giugno | Zurigo > Brugg                            | 238   | Fritz Schär          | Fritz Schär         |
| 2ª     | 18 giugno | Brugg > Rheinfelden                       | 241   | Omer van der Voorden | Fritz Schär         |
| 3ª     | 19 giugno | Rheinfelden > Soletta (cron. individuale) | 78    | Hugo Koblet          | Hugo Koblet         |
| 4ª     | 20 giugno | Soletta > Losanna                         | 253   | Alfredo Pasotti      | Hugo Koblet         |
| 5ª     | 21 giugno | Losanna > Lucerna                         | 295   | Martin Metzger       | Hugo Koblet         |
| 6ª     | 22 giugno | Lucerna > Bellinzona                      | 189   | Hugo Koblet          | Hugo Koblet         |
| 7ª     | 23 giugno | Bellinzona > Sankt Moritz                 | 215   | Martin Metzger       | Hugo Koblet         |
| 8ª     | 24 giugno | Sankt Moritz > Zurigo                     | 253   | Hugo Koblet          | Hugo Koblet         |
| Totale | Totale    | Totale                                    | 1 762 |                      |                     |

## Dettagli delle tappe

### 1ª tappa
- 17 giugno: Zurigo > Brugg – 238 km

Risultati
| Pos. | Corridore       | Squadra  | Tempo    |
| ---- | --------------- | -------- | -------- |
| 1    | Fritz Schär     | Svizzera | 6h26'39" |
| 2    | Hugo Koblet     | Svizzera | a 32"    |
| 3    | Nino Defilippis | Italia   | a 2'20"  |

### 2ª tappa
- 18 giugno: Brugg > Rheinfelden – 241 km

Risultati
| Pos. | Corridore            | Squadra  | Tempo    |
| ---- | -------------------- | -------- | -------- |
| 1    | Omer van der Voorden | Belgio   | 6h32'46" |
| 2    | Hugo Koblet          | Svizzera | a 38"    |
| 3    | Nino Defilippis      | Italia   | s.t.     |

### 3ª tappa
- 19 giugno: Rheinfelden > Soletta – Cronometro individuale – 78 km

Risultati
| Pos. | Corridore      | Squadra  | Tempo    |
| ---- | -------------- | -------- | -------- |
| 1    | Hugo Koblet    | Svizzera | 1h46'25" |
| 2    | Fritz Schär    | Svizzera | a 5'52"  |
| 3    | Danilo Barozzi | Italia   | a 6'54"  |

### 4ª tappa
- 20 giugno: Soletta > Losanna – 256 km

Risultati
| Pos. | Corridore       | Squadra  | Tempo    |
| ---- | --------------- | -------- | -------- |
| 1    | Alfredo Pasotti | Italia   | 7h07'07" |
| 2    | Hugo Koblet     | Svizzera | a 30"    |
| 3    | Hans Flückiger  | Svizzera | s.t.     |

### 5ª tappa
- 21 giugno: Losanna > Lucerna – 295 km

Risultati
| Pos. | Corridore      | Squadra  | Tempo    |
| ---- | -------------- | -------- | -------- |
| 1    | Martin Metzger | Svizzera | 8h52'27" |
| 2    | Walter Reiser  | Svizzera | a 30"    |
| 3    | Arrigo Padovan | Italia   | a 4'28"  |

### 6ª tappa
- 22 giugno: Lucerna > Bellinzona – 189 km

Risultati
| Pos. | Corridore   | Squadra  | Tempo    |
| ---- | ----------- | -------- | -------- |
| 1    | Hugo Koblet | Svizzera | 5h22'37" |
| 2    | Fritz Schär | Svizzera | a 30"    |
| 3    | Rolf Graf   | Svizzera | s.t.     |

### 7ª tappa
- 23 giugno: Bellinzona > Sankt Moritz – 215 km

Risultati
| Pos. | Corridore      | Squadra  | Tempo    |
| ---- | -------------- | -------- | -------- |
| 1    | Martin Metzger | Svizzera | 7h02'18" |
| 2    | Hugo Koblet    | Svizzera | a 32"    |
| 3    | Fritz Schär    | Svizzera | s.t.     |

### 8ª tappa
- 24 giugno: Sankt Moritz > Zurigo – 253 km

Risultati
| Pos. | Corridore     | Squadra  | Tempo    |
| ---- | ------------- | -------- | -------- |
| 1    | Hugo Koblet   | Svizzera | 7h05'12" |
| 2    | Carlo Clerici | Svizzera | a 12'50" |
| 3    | Fritz Schär   | Svizzera | s.t.     |

## Classifiche finali

### Classifica generale
| Pos. | Corridore        | Squadra  | Tempo     |
| ---- | ---------------- | -------- | --------- |
| 1    | Hugo Koblet      | Svizzera | 50h22'11" |
| 2    | Fritz Schär      | Svizzera | a 18'40"  |
| 3    | Danilo Barozzi   | Italia   | a 23'20"  |
| 4    | Carlo Clerici    | Svizzera | a 24'28"  |
| 5    | Pasquale Fornara | Italia   | a 29'11"  |
| 6    | Nino Defilippis  | Italia   | a 29'30"  |
| 7    | Donato Zampini   | Italia   | a 30'37"  |
| 8    | Marcel Huber     | Svizzera | a 32'41"  |
| 9    | Martin Metzger   | Svizzera | a 35'41"  |
| 10   | Joseph Cerami    | Belgio   | a 41'51"  |

### Classifica scalatori
| Pos. | Corridore        | Squadra  | Punti |
| ---- | ---------------- | -------- | ----- |
| 1    | Fritz Schär      | Svizzera | 52    |
| 2    | Rolf Graf        | Svizzera | 28    |
| 3    | Hugo Koblet      | Svizzera | 26    |
| 4    | Marcel Huber     | Svizzera | 21    |
| 5    | Giuseppe Buratti | Italia   | 20    |